# Иодро
Иодро   (алт. Jодро) — село в Онгудайском районе Республики Алтай России. Входит в состав Ининского сельского поселения. 

## География
Расположено в  горно-степной зоне  центральной части Республики Алтай и находится при впадении реки Иодрушка в р. Чуя.
Уличная сеть состоит из четырёх географических объектов: ул. Молодежная,  ул. Родниковая,  ул. Центральная,  ул. Чуйская
Абсолютная высота 898  метров выше уровня моря
.

## Население
| 2010 | 2011 | 2012 | 2013 | 2014 | 2015 |
| ---- | ---- | ---- | ---- | ---- | ---- |
| 276  | →276 | ↘268 | ↗273 | ↘271 | ↘270 |
| 2016 |      |      |      |      |      |
| ↘268 |      |      |      |      |      |

Национальный состав
Согласно результатам переписи 2002 года, в национальной структуре населения алтайцы составляли 98 % от общей численности населения в 317 жителей

## Инфраструктура
Личное подсобное хозяйство. Животноводство.

## Транспорт
Село стоит на федеральной автомобильной трассы Р-256 «Чуйский тракт» (ул. Центральная).
Просёлочные дороги.